# Poecilia catemaconis
Poecilia catemaconis és un peix de la família dels pecílids i de l'ordre dels ciprinodontiformes.